# 上山市立宮川小学校
上山市立宮川小学校（かみのやましりつ みやかわしょうがっこう）は、山形県上山市須田板原際にある公立小学校。

## 所在地
- 山形県上山市須田板原際784-1

## 沿革
- 2013年（平成25年） - 本庄小学校、東小学校、宮生小学校が統合されて宮川小学校が開校した[1]。
- 2023年（令和5年） - コミュニティ・スクールを導入

## 学区
- 関根、相生、三上、皆沢、楢下、赤山、柏木、金山、牧野、原口、須田板、小笹、久保川、大門、菖蒲、古屋敷、萱平、宮脇、下生居、中生居、上生居、泥部

## 卒業後
- 宮川中学校へ進学する。

## 象徴

### 校歌
- 作詞：きた・ひろし（服部公一の作詞家名）
- 作曲：服部公一